# フィル・スペンサー
フィル・スペンサー（英: Phil Spencer）は、アメリカの企業重役であり、現在マイクロソフトでゲーミング担当エグゼクティブバイスプレジデントを務めている。Xboxブランドの現責任者であり、マイクロソフトでゲームを担当するグローバルなクリエイティブチームとエンジニアリングチームを率いている。

## 私生活
スペンサーはワシントン大学で学士号を取得しており、現在エンターテインメントソフトウェア協会とPaley Center for Mediaの役員を務めている。

## キャリア
スペンサーは1988年にインターンとしてマイクロソフトに入社し、マイクロソフト初のCD-ROMベースのタイトル（『エンカルタ』など）開発の主導、Microsoft Moneyの開発マネージャー、「Microsoft Works」や「Microsoft Picture It!」などのマイクロソフトのオンラインおよびオフラインの消費者向け生産性製品のゼネラルマネージャーなど、多くの技術的な職務を歴任してきた。
スペンサーは2008年までMicrosoft Game Studios EMEAのゼネラルマネージャーとしてMicrosoftの欧州のデベロッパーやLionhead Studiosやレアなどのスタジオと協力してきた。同年にMicrosoft Studiosのゼネラルマネージャーになり、最終的に1年後にスタジオのコーポレートバイスプレジデントに昇格した。2010年からはマイクロソフトのE3カンファレンスに参加している。
2014年3月下旬、サティア・ナデラは社員向けの電子メールで、Xbox、Xbox Live、Xbox Music、Xbox Video、Microsoft Studiosを一つにまとめた新たな部門の責任者にスペンサーが選ばれ、同部門が副社長のテリー・マイヤーソンが統轄するオペレーティングシステム部門の直属となることを明らかにした。
2017年9月、スペンサーは上級幹部チームに昇進し、ゲーミング担当エグゼクティブバイスプレジデントの肩書を得て、CEOのサティア・ナデラの直属となった。
2018年、スペンサーは2018 DICEサミットで基調講演を行い、2018年のThe Game Awardsで講演した。
スペンサーはXboxとゲーム部門の両方を引き継いで以来、クロスプラットフォームでのプレイを提唱しており、またXboxプラットフォームへの下位互換性の再導入、Mojangとベセスダの買収、『Minecraft』のさらなる開発とサポート、Xbox Game Passの導入、Xbox Adaptive Controllerの発売、PCゲームへの注力の強化、Nintendo Switchのサポート、xCloudのローンチ、ファーストパーティの開発スタジオ数の増加などの主要な取り組みも開始した。